# Acanthohaustorius uncinus
Acanthohaustorius uncinus is een vlokreeftensoort uit de familie van de Haustoriidae. De wetenschappelijke naam van de soort is voor het eerst geldig gepubliceerd in 1989 door Foster.